# Silvester Belt
Silvester Belt (Kaunas, 1997. november 26. – ) litván énekes. Ő képviselte Litvániát a 2024-es Eurovíziós Dalfesztiválon, Malmőben, a Luktelk című dalával.

## Magánélete
Kaunasban született, A londoni Westminsteri Egyetemen szerzett zeneszerzői-előadói diplomát. A diploma megszerzése után visszatért Litvániába, hogy új elektronikus–pop dalokon dolgozzon. 2017-ben vállalta fel nyilvánosan, hogy biszexuális.

## Pályafutása
2010-ben szerepelt az litván junior eurovíziós nemzeti válogatóban Pi-pa-po című dalával, mellyel a nyolcadik helyezett lett a döntőben.
2023. december 19-én a Lietuvos Radijas ir Televizija bejelentette, hogy az énekes résztvevője lesz a 2024-es Eurovizija.LT litván eurovíziós nemzeti válogatónak. Luktelk című versenydalát a január 13-i első elődöntőben adta elő először, ahonnan az első helyen továbbjutott a döntőbe. A február 17-én rendezett döntőben a szakmai zsűri és a nézők szavazatai által továbbjutott a szuperdöntőbe, ahol megnyerte a válogatóműsort és képviselhette hazáját az Eurovíziós Dalfesztiválon. A verseny május 7-én rendezett első elődöntőjéből negyedik helyezettként jutott tovább a döntőbe, ahol a tizennegyedik helyen végzett.

## Diszkográfia

### Kislemezek
- Noise (2017)
- Tave radau (2017)
- Enough 4 U (2022)
- Ar dar matai (2022)
- Vidury naktų (2023)
- Luktelk (2024)

### Közreműködések
- My Drug (2018, Romen Jewels)
- Drugiai (2022, Jessica Shy)